# Světlonoc
Světlonoc (slovensky Svetlonoc; anglicky The Nightsiren [ðə ˈnaɪtˈsaɪrən]) je slovensko-české psychologicko-mysteriózní feministické drama režisérky Terezy Nvotové z roku 2022; vytvořily je společnosti Bfilm, Moloko a Rozhlas a televízia Slovenska. Snímek, tematizující mj. čarodějnictví a pověrčivost, měl světovou premiéru v roce 2022 na filmovém festivalu v Locarnu, kde získal cenu Zlatý leopard za nejlepší film v kategorii Cineasti del presente (Současná kinematografie).

## Příběh
Osmiletá Šarlota nešťastnou náhodou shodí svoji malou sestru ze skály. Když si uvědomí, co udělala, lekne se a uteče z domu. Zpátky se vrací až jako dospělá žena. Ubytuje se ve srubu v horách, kterého se místní vesničané bojí, protože tam kdysi prý žila čarodějnice. Šarlota na čarodějnice nevěří, ale když se dozví, že se u ní tehdy našlo malé dítě, začne se o ten příběh zajímat a doufat, že to mohla být její sestra, která pád ze skály přežila. Vesničané o tom ale odmítají mluvit a zanedlouho začnou z čarodějnictví podezírat i Šarlotu. 

## Obsazení

### Hlavní postavy
| Natália Germáni  | Šarlota |
| Eva Mores        | Mira    |
| Juliana Oľhová   | Helena  |
| Zuzana Konečná   | Žofa    |
| Marek Geišberg   | Tomáš   |
| Peter Ondrejička | Juro    |
| Noël Czuczor     | Rado    |
| Jana Oľhová      | Anna    |
| Iva Bittová      | Otyla   |
| Matúš Ryšan      | Adam    |

### Vedlejší postavy
| Sára Tömölová     | Šarlota – dítě      |
| Ela Stanová       | Tamara              |
| Petra Vajdová     | Alžběta             |
| Timothy Hlinka    | Elo                 |
| Denis Polyák      | Maťo                |
| Milan Mikulčík    | Fero                |
| Róbert Jakab      | Tomášův bratr Roman |
| Monika Horváthová | Romanova žena       |
| Peter Čižmár      | starosta            |
| Martin Gallo      | DJ Stano            |
| Daniela Kenderová | úřednice            |
| Mária Stafuríková | úřednice            |
| Miroslav Gerec    | myslivec            |

## Přijetí
Snímek zaujal odbornou veřejnost už nominací a následným oceněním na festivalu v Locarnu v srpnu 2022. Film byl promítnut na více než 40 festivalech po celém světě a prodán do distribuce v USA, Polsku, Japonsku, Německu, Jižní Kórey nebo Portugalsku. Zaujal řadou témat v druhém plánu, zejména zobrazením ženského mysticismu a spojením s přírodou či otázkou násílí a vnitřní svobody, které se snaží dosáhnout hlavní postavy; kritika vytýkala Světlonoci jistou dramaturgickou rozbředlost.